# Santiago Amat i Costa
Jaume Amat i Costa (Badalona, 1840—Barcelona, 5 de novembre de 1901), més conegut habitualment com Santiago Amat, va ser un indià català, que un cop enriquit a les colònies espanyoles a Amèrica va tornar a la seva Badalona natal i hi va fundar el Cafè de España i va dedicar-se a obres benèfiques i de promoció de la cultura i la indústria.

## Orígens
Fill de Vicenç Amat, va néixer a can Comas, a la carretera Reial núm. 5, en el si d'una família de corders badalonins. Durant la seva infància va ser conegut com el «Jaumet de can Vicençó» i va començar a fer tasques pròpies de la corderia, era hàbil pentinant el cànem, però a causa de les molèsties que li provocava la pols del cànem va deixar de ser pentinador i es va dedicar a filar. Amb 12 anys era comú veure'l a platja pròxim a can Llagosta movent alguna de les rodes de corda.

## Indià
Encara no tenia 15 anys quan va marxar a Amèrica, va embarcar-se en un veler el mes d'agost de 1856 amb destí a l'Havana, ja que un parent que vivia a Santiago de Cuba va manar cercar-lo per instal·lar-lo a treballar en un establiment comercial ben acreditat de les Antilles. El seu caràcter i les seves competències el van dur a l'èxit, va acumular una gran riquesa i sobretot va adquirir molt de renom en el món de la indústria i del comerç. El juny de 1874 va aparèixer per sorpresa a Badalona, va tantejar les possibilitats econòmiques de la llavors vila i el mes de novembre va tornar a Cuba.

## Retorn
Dos anys més tard, el 1876, torna a la seva localitat d'origen, on va passar-hi una llarga temporada. Aprofita aquest moment per comprar a Joan Darde, veí de Barcelona, unes cases que posseïa a Badalona, les va fer enderrocar i va construir un nou edifici sota la direcció de l'arquitecte Pere Falqués i la part material va ser encarregada al mestre d'obres local Joan Oliver o de la Pastora. Així va aixecar un sumptuós establiment conegut com a Café de España, inaugurat el 24 de desembre de 1877 i el saló de ball l'1 de febrer de 1878, que solemnement va iniciar ell amb un ball extraordinari. Dintre del Café es va organitzar un Centre d'Esbarjo a la sala de ball. Com a obsequi la companyia d'aficionats al teatre del Casino de España, dirigida per Jaume Campmany, van representar Los egoístas i Los intransigentes de Pere Renom i Riera. El 1887, veient l'èxit d'altres teatres d'entitats recreatives de la ciutat, va fundar el Teatre Español, ocupant el jardí del cafè i projectat per l'arquitecte Pere Falqués.
L'agost de 1878 va casar-se amb Eulàlia Planas, que pertanyia a una de les famílies de l'elit badalonina. Pocs dies després del seu casament, Amat també ser nomenat per aclamació president del Casino de España. Una de les seves filles va casar-se amb l'arquitecte Joan Amigó i Barriga.
Mai va intervenir en qüestions polítiques, però sí es va ocupar d'atendre a les persones necessitades o va contribuir econòmicament per mitigar les calamitats o desgràcies generals, normalment sense que el seu nom es fes públic. A més va posar en marxa una penya de promoció cultural i industrial amb els assistents, regidors i intel·lectuals que visitaven regularment el Café de España. El seu dinamisme i la seva capacitat organitzativa es posava de manifest a l'hora de cercar socis, diners i objectes d'interès ciutadà.
Al llarg de la seva vida va actuar de bona fe, amb bons resultats però també amb desil·lusions, cosa que cinc anys abans de la seva mort va fer que es reclogués i deixés de participar activament en la vida social de Badalona marxant amb la seva família a Barcelona. Va morir el 5 de novembre de 1901. L'endemà va ser enterrat al Cementiri de Badalona, on es van manifestar totes les classes socials de la localitat demostrant l'estima que van tenir la majoria dels badalonins envers ell.